# Тутове
Ту́тове (до 1945 року — Джарак, крим. Caraq) — село Джанкойського району Автономної Республіки Крим. Населення становить 488 осіб. Орган місцевого самоврядування - Луганська сільська рада. Розташоване на заході району.

## Географія
Тутове - село на заході району, в Кримському степу, на безіменній степовій річці, що впадає в Сиваш, зараз - колектор Північно-Кримського каналу, висота над рівнем моря - 14 м . Найближчі села: Луганське за 3,5 км на південний схід, Пробудження за 2,7 км на схід і Пахарівка за 2 км на захід, там же найближча залізнична станція - Пахарівка на лінії Джанкой - Армянськ. Відстань до райцентру - 26 кілометрів.

## Населення
| Чесельність населення | Чесельність населення |
| 2001[8]               | 2014[6]               |
| --------------------- | --------------------- |
| 488                   | ↘432                  |

Всеукраїнський перепис 2001 року показав наступний розподіл по носіям мови [9]
| Мова               | Відсоток |
| ------------------ | -------- |
| російська          | 43.65    |
| кримськотатарський | 32.99    |
| українська         | 20.08    |
| інша               | 0.2      |

## Історія
Перша документальна згадка села зустрічається в Камеральному Описі Криму ... 1784 року, судячи з якого, в останній період Кримського ханства Джарак входили в Сакал кадилик Перекопського каймакамства. Після приєднання Криму до Російськох імперії, на території колишнього Кримського Ханства була утворена Таврійська область і село була приписане до Перекопського повіту. Після Павловських реформ, з 1796 по 1802 рік, входило в Перекопський повіт Новоросійської губернії. За новим адміністративним поділом, після створення 8 (20) жовтня 1802 Таврійської губернії, Джарак був включений до складу Джанайської волості Перекопського повіту.
За Відомостями про всіх селища в Перекопському повіті... від 21 жовтня 1805 року, в селі Джарак числилося 17 дворів, 89 кримських татар і 5 ясир. На військово-топографічній карті 1817 року село Яракуй позначене з 18 дворами. Після реформи волосного поділу 1829 Джарак, згідно «Відомостям про казенні волості Таврійської губернії 1829 року», залишився у складі Джанайської волості. Потім, мабуть, внаслідок еміграції кримських татар до Туреччини, село помітно спорожніло і на карті 1842 року Джарак позначений умовним знаком «мале село», тобто, менше 5 дворів.
У 1860-х роках, після земської реформи Олександра II, село приписали до Ишуньська волості. У «Списку населених місць Таврійської губернії за відомостями 1864 року», складеному за результатами VIII ревізії 1864 року, Джарак - власницьке татарська село, з 10 дворами, 53 жителями і мечеттю при колодязях. На триверстовій мапі 1865-1876 року в селі Джарак позначено 12 дворів. Згідно з «Пам'ятної книги Таврійської губернії за 1867 рік», село булопокинуте мешканцями в 1860-1864 роках, внаслідок еміграції кримських татар, особливо масової після Кримської війни 1853-1856 років, до Туреччини і залишалося в руїнах. За «Пам'ятною книгою Таврійської губернії 1889 року», за результатами Х ревізії 1887 року, в Джараці, мабуть, вже заселеному вихідцями з материкової Російської імперії, вважалося 2 двори і 17 жителів.
Після земської реформи 1890 року село віднесли до Богемської волості. Згідно «... Пам'ятної книги Таврійської губернії за 1892 рік», значилося в складі Богемської волості, але ніяких даних про село, як про входження ні в одне сільську громаду, крім назви, не наведено - ймовірно, це був вже німецький хутір Маєра на місці покинутого села. За «... Пам'ятною книгою Таврійської губернії за 1900 рік» в економії Джарак числилося 26 жителів в 1 дворі. У Статистичному довіднику Таврійської губернії 1915 року, в Богемській волості Перекопського повіту значиться хутір Джарак з німецьким населенням у 119 чоловік.
Після встановлення в Криму Радянської влади, за постановою Кримревкома від 8 січня 1921 № 206 «Про зміну адміністративних кордонів» була скасована волосна система і в складі Джанкойського повіту був створений Джанкойський район. У 1922 році повіти перетворили в округи. 11 жовтня 1923 року, згідно з постановою ВЦВК, до адміністративний поділ Кримської АРСР були внесені зміни, в результаті яких округи були ліквідовані, основний адміністративною одиницею став Джанкойський район і село включили до його складу. Згідно зі Списком населених пунктів Кримської АРСР за Всесоюзним переписом від 17 грудня 1926 року, Джарак був центром скасованої до 1940 року Джарацької сільради Джанкойського району.
Незабаром після початку Німецько-радянської війни, 18 серпня 1941 кримські німці були виселені, спочатку в Ставропольський край, а потім у Сибір і північний Казахстан. Після звільнення Криму від німців в квітні, 12 серпня 1944 було прийнято постанову № ГОКО-6372с «Про переселення колгоспників у райони Криму» і у вересні 1944 року в район приїхали перші новосели (27 сімей) з Кам'янець-Подільської та Київської областей, а на початку 1950-х років пішла друга хвиля переселенців з різних областей України. Указом Президії Верховної Ради РРФСР від 18 травня 1948, Джарак перейменували в Тутове. На 1968 рік село ще входило до складу ЛобановськоЇ сільради, в 1977 році - вже в Луганській.